# Tineke Lodders
Pieternella Christine ("Tineke") Lodders-Elfferich (Delft, 15 september 1940) is een Nederlands politica. Namens het Christen-Democratisch Appèl (CDA) was ze van 1999 tot 2003 lid van de Eerste Kamer. Eerder was ze waarnemend partijvoorzitter van het CDA.

## Loopbaan
Lodders studeerde rechten aan de Katholieke Universiteit Nijmegen en de Rijksuniversiteit Utrecht. In 1986, op 46-jarige leeftijd, haalde ze haar doctoraal. Ze was in de jaren 70 lid van het partijbestuur van de ARP en tussen 1979 en 1981 lid van het hoofdbestuur van het CDA. Van 1990 tot 1994 was ze wethouder in de gemeente Mook en Middelaar. Vervolgens was ze korte tijd waarnemend voorzitter van haar partij. Mede door haar uitgebreide commissariatennetwerk is Lodders weleens de machtigste vrouw van Nederland genoemd. Enige tijd gold ze als mogelijke eerste vrouwelijke premier van Nederland.
In 1999 werd ze in de senaat gekozen. Hier hield zij zich bezig met ontwikkelingssamenwerking, ruimtelijke ordening en milieubeheer en sociale zaken en werkgelegenheid. Na haar afscheid van de senaat werd Lodders voorzitter van een speciale visitatiecommissie die het emancipatiebeleid op de verschillende departementen in kaart moest brengen. Ook werkte ze mee aan het politieke initiatief Eén land, één samenleving.
Tineke Lodders is lid van de Raad van Advies van The Rights Forum.

## Persoonlijk
Tineke Lodders is van huis uit Nederlands-hervormd en was tot 2024 preses (voorzitter) van de kerkenraad van de Protestantse Gemeente Heumen. Ze is een dochter van Piet Elfferich, die tussen 1963 en 1966 voor de Anti-Revolutionaire Partij in de Tweede Kamer zat.